# Elaine Haro
Elaine Haro (Ciudad de México, 18 de agosto de 2003) es una actriz, cantante, youtuber y modelo mexicana.

## Biografía
Se dio a conocer de niña por realizar comerciales para distintas marcas de productos de televisión. Más tarde inicia su carrera en otros ámbitos como lo fue el teatro interpretando a Debbie en la obra de teatro musical Billy Elliot y a Annie en Anita la huerfanita. Mientras que en televisión es conocida por el unitario de La Rosa de Guadalupe en melodramas como La mexicana y el güero (2020-21) y Rosario Tijeras de TV Azteca (2017) y en series como Subete a mi moto (2021) y Gloria Trevi: ellas soy yo (2023).

## Filmografía

### Telenovelas
| Año       | Título                 | Personaje              |
| --------- | ---------------------- | ---------------------- |
| 2025      | Me atrevo a amarte     | Elisa                  |
| 2023–2024 | Golpe de suerte        | Sabrina Perea Ramos    |
| 2020–2021 | La mexicana y el güero | Rocío Heredia Peñaloza |

### Series
| Año       | Título                        | Personaje                     |
| --------- | ----------------------------- | ----------------------------- |
| 2024      | Incorregibles de Santa Martha | Divina Danna                  |
| 2023      | Gloria Trevi: ellas soy yo    | Nayeli González               |
| 2020      | Súbete a mi moto              | Amanda (joven)                |
| 2019      | La bandida                    | Soledad                       |
| 2018–2022 | Como dice el dicho            | Varios roles                  |
| 2018      | Rosario Tijeras               | —                             |
| 2017–2022 | La rosa de Guadalupe          | Varios roles                  |
| 2004–2013 | Comerciales                   | Varias campañas publicitarias |

### Programas de televisión
| Año  | Título                        | Rol         |
| ---- | ----------------------------- | ----------- |
| 2025 | La casa de los famosos México | Concursante |
| 2024 | Los 50                        | Concursante |
| 2022 | Reto 4 elementos              | Concursante |

### Cine
| Año  | Título                 | Personaje  |
| ---- | ---------------------- | ---------- |
| 2023 | Héroes                 | Ana Herrán |
| 2020 | El vestido de la novia | Ana        |
| 2019 | Como caído del cielo   | Milagros   |
| 2017 | Como cortar a tu patán | Amanda     |

### Teatro
| Año  | Obra                     | Personaje        |
| ---- | ------------------------ | ---------------- |
| 2016 | Anita la huerfanita      | Annie            |
| 2015 | Billy Elliot: el musical | Debbie Wilkinson |

## Discografía

### Álbumes
- Niña Bbena (2020) [24]
- Inolvidable (2023) [25]

### Canciones
- Te engañé y qué (2018)
- Y yo me enamoré (2018)
- Azulado (2019)
- Tomame del pelo (2021)
- Dale dale (2021)
- La cigarra (2021)
- De nada (2022)[26]
- Así son los hombres (2022)
- Quiéreme a tu antojo (2023)
- Acaríciame (2023)
- La chavas tontas (2023) (Como Nayeli González)
- Tu dijiste adiós (2023)